# Fabio Mazzeo
Fabio Mazzeo (Salerno, 24 luglio 1983) è un ex calciatore italiano, di ruolo attaccante.

## Caratteristiche tecniche
Agiva da prima o seconda punta. Ambidestro, dotato di rapidità, è molto abile sotto porta, essendo in possesso di un ottimo senso del gol. Buon rigorista, in carriera ha messo a segno 25 calci di rigore su 31 calciati.

## Carriera
Cresciuto nelle giovanili della Salernitana, nel 2002 passa in prima squadra, dove in due anni disputa qualche partita in Serie B. Il debutto tra i professionisti avviene il 19 gennaio 2003, in occasione della sconfitta per 3-0 in casa del Siena, subentrando a Giacomo Tedesco.
Passato alla Nocerina, milita in Serie C2. Dal 2006 al 2009 gioca in Lega Pro con il Perugia, giocando 95 partite e segnando 32 reti. Nella stagione 2009-2010 viene girato in prestito al Frosinone, tornando così a giocare in Serie B. Il primo gol tra i cadetti arriva il 29 agosto 2009, decidendo la partita casalinga col Mantova (1-0). Alla fine dell'annata colleziona 30 gettoni e 5 reti.  Nell'estate 2010 firma per il Cosenza, club di Lega Pro, dove tuttavia rimane solamente pochi mesi. Ceduto nel gennaio 2011 all'Atletico Roma, rimane anche in questa squadra per sei mesi. Nella stagione 2011-2012 gioca in Lega Pro nel Barletta, di cui veste la maglia in 31 partite segnando 14 reti. Nella stagione 2012-2013 fa ritorno alla Nocerina e nella stagione 2013-2014 al Perugia, con cui gioca 31 partite segnando 13 reti, contribuendo alla promozione in Serie B del club umbro, tornato in cadetteria dopo nove anni. Il 31 agosto 2014 passa al Benevento, dove in due anni gioca 64 partite segnando 14 reti in Lega Pro, ottenendo, nel 2015-2016, una storica promozione in Serie B.
Dopo essere rimasto svincolato, il 2 settembre 2016 passa al Foggia, con cui firma un contratto biennale. Con i pugliesi ottiene la promozione in Serie B segnando, nel campionato di Serie C 2016-2017, 21 gol, suo record personale in carriera in una singola stagione; è anche il capocannoniere stagionale del girone C di Serie C. Il 3 settembre 2017 segna il primo gol in Serie B con i pugliesi, nella sfida casalinga contro la Virtus Entella. Nel maggio 2017, con tre gol segnati alla Cremonese (3-1) e uno al Venezia (2-4), guida il Foggia alla vittoria della Supercoppa di Lega Pro 2017. Il 31 gennaio 2018 prolunga il proprio contratto con il club foggiano. Chiude la seconda stagione al Foggia con 19 gol segnati in campionato, avendo contribuito all'ottimo campionato dei pugliesi, che sfiorano la qualificazione ai play-off. Più travagliata si rivela la stagione 2018-2019, in cui Mazzeo segna solo 5 reti e veste, nella sfida contro l'Ascoli del 26 febbraio 2019, anche la fascia di capitano. La stagione si chiude con la retrocessione dei rossoneri in Serie C.
Il 17 luglio 2019, dopo essere rimasto svincolato a causa del fallimento del Foggia, viene ingaggiato dal Livorno a parametro zero. Il 23 novembre segna il primo gol con i toscani nella partita interna col Trapani, persa per 2-1. In un anno e mezzo con i labronici, segna 2 gol in 28 presenze tra campionato e Coppa Italia. Svincolatosi dal club toscano, il 2 febbraio 2021 si accorda con il Potenza. Nel settembre dello stesso anno rescindere col club lucano, facendo ritorno alla Nocerina, dove rimane sino alla fine della carriera agonistica, nel 2022.

## Statistiche

### Presenze e reti nei club
| Stagione           | Squadra            | Campionato         | Campionato | Campionato | Coppe nazionali | Coppe nazionali | Coppe nazionali | Coppe continentali | Coppe continentali | Coppe continentali | Altre coppe | Altre coppe | Altre coppe | Totale | Totale |
| Stagione           | Squadra            | Comp               | Pres       | Reti       | Comp            | Pres            | Reti            | Comp               | Pres               | Reti               | Comp        | Pres        | Reti        | Pres   | Reti   |
| ------------------ | ------------------ | ------------------ | ---------- | ---------- | --------------- | --------------- | --------------- | ------------------ | ------------------ | ------------------ | ----------- | ----------- | ----------- | ------ | ------ |
| 2002-2003          | Salernitana        | B                  | 7          | 0          | CI              | 0               | 0               | -                  | -                  | -                  | -           | -           | -           | 7      | 0      |
| 2003-2004          | Salernitana        | B                  | 1          | 0          | CI              | 1               | 0               | -                  | -                  | -                  | -           | -           | -           | 2      | 0      |
| Totale Salernitana | Totale Salernitana | Totale Salernitana | 8          | 0          |                 | 1               | 0               |                    | -                  | -                  |             | -           | -           | 9      | 0      |
| 2004-2005          | Nocerina           | C2                 | 28+1       | 3          | CI-C            | 0               | 0               | -                  | -                  | -                  | -           | -           | -           | 29     | 3      |
| 2005-2006          | Nocerina           | C2                 | 33         | 17         | CI-C            | 0               | 0               | -                  | -                  | -                  | -           | -           | -           | 33     | 17     |
| 2006-2007          | Perugia            | C1                 | 31         | 11         | CI+CI-C         | 1+0             | 0               | -                  | -                  | -                  | -           | -           | -           | 32     | 11     |
| 2007-2008          | Perugia            | C1                 | 30+2       | 10+1       | CI+CI-C         | 0+0             | 0               | -                  | -                  | -                  | -           | -           | -           | 32     | 11     |
| 2008-2009          | Perugia            | 1D                 | 32         | 10         | CI+CI-C         | 2+0             | 0               | -                  | -                  | -                  | -           | -           | -           | 34     | 10     |
| 2009-2010          | Frosinone          | B                  | 30         | 5          | CI              | 2               | 0               | -                  | -                  | -                  | -           | -           | -           | 32     | 5      |
| 2010-gen. 2011     | Cosenza            | 1D                 | 19         | 3          | CI+CI-LP        | 0+0             | 0               | -                  | -                  | -                  | -           | -           | -           | 19     | 3      |
| gen.-giu. 2011     | Atletico Roma      | 1D                 | 11+4       | 6+1        | CI+CI-LP        | 0+0             | 0               | -                  | -                  | -                  | -           | -           | -           | 15     | 7      |
| 2011-2012          | Barletta           | 1D                 | 31         | 14         | CI+CI-LP        | 1+0             | 0               | -                  | -                  | -                  | -           | -           | -           | 32     | 14     |
| 2012-2013          | Nocerina           | 1D                 | 26+2       | 10         | CI+CI-LP        | 2+0             | 0               | -                  | -                  | -                  | -           | -           | -           | 30     | 10     |
| 2013-2014          | Perugia            | 1D                 | 31         | 13         | CI+CI-LP        | 0+0             | 0               | -                  | -                  | -                  | SdL-1D      | 0           | 0           | 31     | 13     |
| Totale Perugia     | Totale Perugia     | Totale Perugia     | 124+2      | 45         |                 | 3               | 0               |                    | -                  | -                  |             | -           | -           | 129    | 45     |
| 2014-2015          | Benevento          | LP                 | 33+1       | 3+1        | CI+CI-LP        | 0+0             | 0               | -                  | -                  | -                  | -           | -           | -           | 34     | 4      |
| 2015-2016          | Benevento          | LP                 | 30         | 10         | CI+CI-LP        | 1+0             | 0               | -                  | -                  | -                  | S-LP        | 2           | 1           | 33     | 11     |
| ago. 2016          | Benevento          | B                  | 0          | 0          | CI              | 1               | 0               | -                  | -                  | -                  | -           | -           | -           | 1      | 0      |
| Totale Benevento   | Totale Benevento   | Totale Benevento   | 63+1       | 14         |                 | 2               | 0               |                    | -                  | -                  |             | 2           | 1           | 68     | 15     |
| set. 2016-2017     | Foggia             | LP                 | 28         | 21         | CI+CI-LP        | 0+0             | 0               | -                  | -                  | -                  | SLP         | 2           | 4           | 30     | 25     |
| 2017-2018          | Foggia             | B                  | 36         | 19         | CI              | 2               | 2               | -                  | -                  | -                  | -           | -           | -           | 38     | 21     |
| 2018-2019          | Foggia             | B                  | 33         | 5          | CI              | 0               | 0               | -                  | -                  | -                  | -           | -           | -           | 33     | 5      |
| Totale Foggia      | Totale Foggia      | Totale Foggia      | 97         | 45         |                 | 2               | 2               |                    | -                  | -                  |             | 2           | 4           | 101    | 51     |
| 2019-2020          | Livorno            | B                  | 12         | 1          | CI              | 0               | 0               | -                  | -                  | -                  | -           | -           | -           | 12     | 1      |
| 2020-gen. 21       | Livorno            | C                  | 15         | 1          | CI              | 1               | 0               | -                  | -                  | -                  | -           | -           | -           | 16     | 1      |
| Totale Livorno     | Totale Livorno     | Totale Livorno     | 27         | 2          |                 | 1               | 0               |                    | -                  | -                  | -           | -           | -           | 28     | 2      |
| gen.-giu. 2021     | Potenza            | C                  | 13         | 0          | CI              | -               | -               | -                  | -                  | -                  | -           | -           | -           | 13     | 0      |
| 2021-set. 2021     | Potenza            | C                  | 2          | 0          | CI              | 1               | 0               | -                  | -                  | -                  | -           | -           | -           | 3      | 0      |
| Totale Potenza     | Totale Potenza     | Totale Potenza     | 15         | 0          |                 | 1               | 0               |                    | -                  | -                  |             | -           | -           | 16     | 0      |
| 2021-2022          | Nocerina           | D                  | 17         | 1          | CI-D            | -               | -               | -                  | -                  | -                  | -           | -           | -           | 17     | 1      |
| Totale Nocerina    | Totale Nocerina    | Totale Nocerina    | 104+4      | 31         |                 | 2               | 0               |                    | -                  | -                  |             | -           | -           | 110    | 31     |
| Totale carriera    | Totale carriera    | Totale carriera    | 529+10     | 165        |                 | 15              | 2               |                    | -                  | -                  |             | 4           | 5           | 559    | 172    |

## Palmarès

### Club

#### Competizioni nazionali
- Supercoppa di Lega Pro: 2

Perugia: 2014
Foggia: 2017

#### Competizioni interregionali
- Lega Pro Prima Divisione: 1

Perugia: 2013-2014
- Lega Pro: 2

Benevento: 2015-2016
Foggia: 2016-2017

### Individuale
- Capocannoniere della Lega Pro: 1

2016-2017, girone C (21 gol)
- Capocannoniere della Supercoppa di Lega Pro: 1

2017 (4 gol)